# Xestia semiretracta
Xestia semiretracta là một loài bướm đêm trong họ Noctuidae.